# Wachsmut von Mühlhausen
Wachsmut von Mühlhausen war ein deutscher Minnesänger in der Mitte des 13. Jahrhunderts.

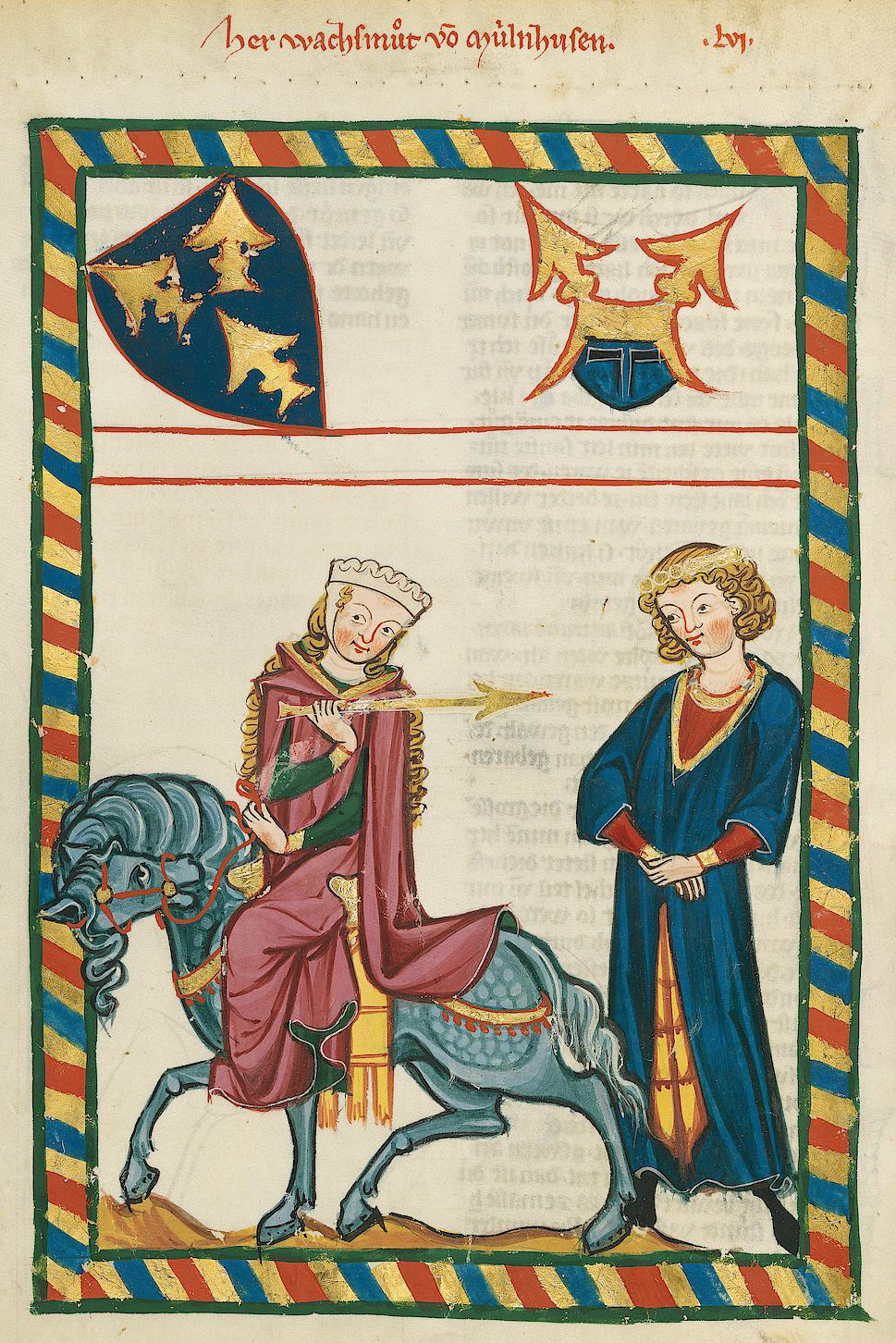
Wachsmut im Codex Manesse

## Leben
Die Heimat Wachsmuts von Mühlhausen ist nicht mit letzter Sicherheit geklärt. Man hat ihn dem Ort Mühlhausen bei Stuttgart zuzuordnen versucht, da dort ein Adelsgeschlecht dieses Namens im 13. Jahrhundert bezeugt ist. Einer oberdeutschen Identifizierung widersprechen jedoch die mitteldeutschen Eigenheiten in der Sprache der Lieder. Zudem wird in einer thüringischen Urkunde aus dem Jahr 1267 der Sohn eines „Vastmude de Mulhusen“ genannt, und in den Jahren 1297 und 1299 ist der Name „Wachsmut“ für zwei weitere Personen, vermutlich Verwandte des Erstgenannten, in der thüringischen Reichsstadt Mühlhausen urkundlich belegt. So weisen ausschlaggebende Indizien darauf hin, dass der Minnesänger im thüringischen Mühlhausen, vielleicht als Ministerialer, in der dortigen Reichsburg gelebt und gedichtet hat.

## Werk
Den mit einer Ausnahme zweistrophigen Liedern Wachsmuts ist anzumerken, dass sie der Blütezeit des Minnesangs nahestehen. Ihre ausgewogene Struktur ist gekennzeichnet durch Parallelität und Symmetrie der Strophen, durch klare Versgestaltung und eine damit harmonisierende Reimtechnik.

### Liedersammlungen
- Codex Manesse. Die Große Heidelberger Liederhandschrift, Blatt 183 u. 184; Codex Palatinus Germanicus 848 der Universitätsbibliothek Heidelberg. Vollfaksimile in 12 Teillieferungen, mit Interimstexten von Ingo F. Walther. Frankfurt a. M. 1975–1978
- Die Große Heidelberger Liederhandschrift. In getreuem Textabdruck herausgegeben von Fridrich Pfaff. Zweite, verbesserte und ergänzte Auflage bearbeitet von Hellmut Salowski. Heidelberg 1984
- Carl von Kraus (Hrsg.): Deutsche Liederdichter des 13. Jahrhunderts, Band I: Text, Band II: Kommentar, besorgt von Hugo Kuhn. Zweite Auflage Tübingen 1978
- Gerhard Tänzer (Hrsg.): „Frouwe, frouwe, frouwe mîn!“ Thüringische Minnelieder. Text, Übertragung, Kommentar. Bucha bei Jena 2005